# Uczestnik giełdy
Uzasadnienie: Oba artykuły opisują bardzo zbliżone zagadnienia

Uczestnik giełdy jest to osoba, która uzyskała prawo do uczestnictwa w handlu giełdowym i która pracuje na giełdzie.
Prawo do uczestnictwa w handlu giełdowym otrzymuje się w ramach dopuszczenia, które może nastąpić poprzez urzędowe wyznaczenie danej osoby do pełnienia określonej funkcji lub na podstawie postanowienia odpowiedniego organu giełdy, najczęściej jej zarządu.
Ponieważ giełdy na świecie się różnią, również kwestia uczestnictwa w obrocie giełdowym nie jest jednakowo rozwiązywana we wszystkich krajach. Zależy to między innymi od systemu pracy danej giełdy, oraz od jej organizacji.

## Rodzaje
W uniwersalnym modelu organizacyjnym giełdy występują generalnie cztery grupy uczestników:
1. Pośrednicy, zwani giełdowym maklerami – stanowią najważniejszą i zarazem najbardziej charakterystyczną grupę uczestników giełdowych; zostają nimi kompetentni przedstawiciele podmiotów prowadzących przedsiębiorstwa maklerskie, które maja status członka giełdy. Na giełdach światowych możemy wyodrębnić kilka grup maklerów giełdowych, m.in. maklerzy kursowi i maklerzy wolni.
2. Samodzielni uczestnicy giełdy – osoby dopuszczone do obrotu giełdowego, posiadające prawo zawierania transakcji we własnym imieniu i na własny rachunek; najczęściej są nimi zarządcy prywatnych firm lub publicznych, prowadzących interesy na rynku finansowym (np. banki lub firmy maklerskie). Do grona samodzielnych uczestników giełdy można również zaliczyć grupę samodzielnych uczestników reprezentujących banki. Pełnią oni rolę tzw. komisantów, kiedy przeprowadzają transakcje na rachunek swoich zleceniodawców. Mogą oni również zawierać transakcje własne, czyli we własnym imieniu i na własny rachunek.
3. Urzędnicy – osoby, które tylko na pewien czas zostały dopuszczone do handlu giełdowego; mogą to być kompetentni pracownicy banków i firm maklerskich, którzy zawierają transakcje giełdowe z upoważnienia, w imieniu i na rachunek pracodawcy.
4. Goście – osoby, które przebywają na giełdzie, ale nie mają prawa uczestnictwa w handlu giełdowym; do tej grupy zalicza się m.in.: pracowników giełdy, reporterów prasowych, radiowych i telewizyjnych oraz pozostałe osoby mające pozwolenie na czasowe przebywanie na terenie giełdy[2].